# Паронихија
Паронихија је бактеријска или гљивична инфекција која се јавља уз ивицу нокта. Микроорганизми најчешће улазе у унутрашњост организма кроз ранице настале пуцањем коже, па се јавља инфекција уз појаву црвенила и отока. Болест може бити акутна или хронична.

## Акутна паронихија
Акутну паронихију узрокују углавном бактерије Staphyloccocus pyogenes, мада се могу надовезати и бактерије Pseudomonas aeruginosa и узроковати озбиљну инфекцију. Јавља се бол, црвенило и оток. Временом може доћи до појаве гноја и целулитиса.
Терапија се углавном састоји у примени антибиотика широког спектра, мада се у случају озбиљне инфекције ради и дренажа гноја хируршким путем.

## Хронична паронихија
Овај облик паронихије узрокује гљивица Candida albicans. Она се чешће јавља на прстима шаке, посебно код особа чије занимање је повезано са честим боравком руку у води и у контакту са угљеним хидратима.
Промене се јављају на пределу око нокта (перионихијум) и кожици која делимично прекрива нокатну плочу (епонихијум). Ове структуре постају црвене, отечене и јавља се инфекција. Присутан је бол у упаљеном подручју и јављају се промене и на самом нокту који постаје нераван, попречно избраздан, мења му се боја и сл. Притиском на отечено место, долази до цеђења гноја.
Дијагноза се поставља на основу прегледа и лабораторијског изоловања узрочника из исцеђеног гноја. За локалну терапију се користе антимикотици широког спектра деловања, док се за системско лечење користе лекови попут кетоконазола, флуконазола, итраконазола итд.